# Aeroportul Calvi – Sainte-Catherine
Aeroportul Calvi – Sainte-Catherine (IATA: CLY, ICAO: LFKC) este un aeroport din Calvi, Haute-Corse, Corsica, Franța metropolitană, Franța ce deservește zona Calvi. Aeroportul a fost tranzitat în 2022 de 346.496 de pasageri. A fost numit după zona deservită.
Situat la o altitudine de 64 m, aeroportul dispune de 1 pistă.

## Infrastructură

### Piste
Aeroportul dispune de o singură pistă. Pista are orientarea 18/36.